# Madison (Arkansas)
Madison is een plaats (city) in de Amerikaanse staat Arkansas, en valt bestuurlijk gezien onder St. Francis County.

## Demografie
Bij de volkstelling in 2000 werd het aantal inwoners vastgesteld op 987.
In 2006 is het aantal inwoners door het United States Census Bureau geschat op 899, een daling van 88 (-8.9%).

## Geografie
Volgens het United States Census Bureau beslaat de plaats een oppervlakte van
4,6 km², waarvan 4,4 km² land en 0,2 km² water. Madison ligt op ongeveer 125 m boven zeeniveau.

## Plaatsen in de nabije omgeving
De onderstaande figuur toont nabijgelegen plaatsen in een straal van 24 km rond Madison.